# Masako Bandō
Masako Bandō (japanisch 坂東 眞砂子 Bandō Masako, * 30. März 1958 in Sakawa, Präfektur Kōchi; † 27. Januar 2014 ebenda) war eine japanische Schriftstellerin, bekannt für ihre Romane, die sich häufig mit den Themen Tod, Sexualität und Spiritualität auseinandersetzen. Sie wurde 1996 mit dem renommierten Naoki-Preis ausgezeichnet.

## Leben
Masako Bandō studierte nach dem Besuch der Tosa-Oberschule Wohnarchitektur an der Fakultät für Haushaltswissenschaft der Frauenuniversität Nara (奈良女子大学, Nara Joshi Daigaku). Anschließend ging sie zum Studium nach Italien, wo sie Innenarchitektur am Politecnico di Milano und an der Accademia di Belle Arti di Brera in Mailand lernte.
Nach ihrer Rückkehr nach Japan arbeitete sie zunächst als freie Journalistin. Ihre schriftstellerische Laufbahn begann sie mit Kinder- und Jugendromanen, nachdem sie in der von Teramura Teruo (寺村輝夫) herausgegebenen Zeitschrift namens „Non“ (のん) entdeckt worden war. Später wandte sie sich der allgemeinen Literatur zu. Sie schrieb häufig Werke, die dem Horrorgenre zugerechnet werden.
Bandō lebte zeitweise auf Tahiti (Französisch-Polynesien) in einem selbstversorgenden Haushalt mit eigenem Gemüsegarten. Nach einem weiteren längeren Aufenthalt auf der venezianischen Insel Lido di Venezia kehrte sie in ihre Heimat zurück. Im Juni 2009 eröffnete sie in Kōchi ein italienisches Café.
In ihrem Essayband 愛を笑いとばす女たち (Ai o waraitobasu onna-tachi, „Frauen, die die Liebe verlachen“) schrieb sie: „Seit dem Ende des 20. Jahrhunderts scheint das einzige positive Lebensgefühl der Japaner in der Ess- und Sexuallust zu bestehen.“ Zudem meinte sie: „Alle Frauen hegen im Herzen den Wunsch, dass ein Mann sich nur für sie allein begeistert. Bescheidenere Frauen sagen vielleicht: 'wenigstens einer soll mich lieben', aber im Grunde ist es das Gleiche.“
Im Jahr 2013 wurde bei ihr Zungenkrebs diagnostiziert. Trotz medizinischer Behandlung verstarb sie am 27. Januar 2014 um 11:13 Uhr in einem Krankenhaus in der Stadt Kōchi im Alter von 55 Jahren.

## Werk (Auswahl)
- Sakura ame (桜雨, Kirschblütenregen), 1996
- Yamamba (山妣, Die Berghexe), 1996
- Mandaradō (曼荼羅道, Mandala-Weg), 2002

## Auszeichnungen
- 1981: Nonno-Nonfiction-Preis (Erster Preis) für イタリア女の探しもの (Itaria onna no sagashimono, dt. „Was italienische Frauen suchen“)
- 1982: Mainichi-Dōwa-Shinjin-Preis (Hervorragender Preis) für ミルクでおよいだミルクひめ (Miruku de oyoida Miruku-hime, „Die Milchprinzessin, die in Milch schwamm“)
- 1994: Japanischer Horrorromanpreis (Anerkennungspreis) für 蟲 (Mushi, „Insekten“)
- 1996: Shimase-Preis für Liebesliteratur für Sakura ame
- 1996: Naoki-Preis für Yamamba
- 2002: Shibata-Renzaburō-Preis für Mandara-michi

Quelle: World of Literary Prizes

## Verfilmungen
- Shikoku (死国, „Das Land der Toten“, 1999)[6]
- Inugami (狗神, „Hundegott“, 2001)[7]
- Hanezu no tsuki (朱花の月, „Der scharlachrote Blütenmond“, 2011)[8]